# Creu de terme de la plaça de Santa Anna
La Creu de terme de la plaça de Santa Anna és una obra d'Anglesola (Urgell) inclosa a l'Inventari del Patrimoni Arquitectònic de Catalunya.

## Descripció
La creu s'aixeca sobre un pedestal de planta poligonal, amb tres graons i un sòcol decorat amb l'escut d'Anglesola. Al damunt s'hi aixeca un senzill fust de pedra ben escairada, coronat pel cos esculpit de la creu pròpiament dita, sobre un capitell on hi ha esculpits en relleu Sant Joan, Sant Andreu, Sant Jaume, Sant Pere i Sant Pau, entre d'altres. Els Sants estan disposats sota un entaulament llis amb cornisa volada, i entre ells no hi ha cap element arquitectònic que els separi
La creu, separada del capitell per un àbac de dos cossos i sense decoració, segueix la tipologia que mossèn Gudiol anomenà de creus floronades. El tret característic d'aquest grup implica la tendència a fer desaparèixer els braços de la creu, mitjançant els elements decoratius que els uneixen i que alhora tenen una funció estructural. El treball escultòric es concreta en les imatges de la intersecció dels braços, en les traceries, de caràcter ogival, i en els florons dels extrems de l'estrella, un dels quals ha estat restituït. La creu porta el crucifix en una de les cares, mentre que a l'altra hi ha una imatge amb peanya i sota dosser.

## Història
De les tres creus de la vila d'Anglesola, només se n'ha conservat la que actualment es troba a la plaça de Santa Anna. Desmuntada durant la Guerra Civil, va ser instal·lada de nou a prop de l'originari
L'enquadrament cronològic de la peça és força difícil atès el caràcter retardatari que sovint tenen aquesta mena de monuments. En el cas que ens ocupa, és palesa la simbiosi d'elements de tradició gòtica, però ja dins d'una nova manera de fer que despassa una estricta classificació estilística.